# Albert Michel
Albert Michel, ursprungligen Albert Bour, född 3 oktober 1909 i Nancy, Grand Est, död 6 juli 1981 i Paris, var en fransk skådespelare.

## Roller i urval
- 1947 – Allt för Madeleine
- 1947 – Djävulen i kroppen
- 1950 – Rättvisa har skipats
- 1951 – Ensam flicka i Paris
- 1952 – Nattens skönheter
- 1953 – Bröllopsgåvan
- 1954 – Rött och svart
- 1956 – Ringaren i Notre Dame
- 1960 – Sanningen
- 1961 – Falskmyntarna
- 1967 – Yrkets risker
- 1982 – Natten i Varennes